# Regatul Etruriei
Regatul Etruriei (italiană: Regno di Etruria) a fost un regat alcătuit din cea mai mare parte a Toscanei care a existat între 1801 și 1807. Numele provine de la Etruria, vechiul nume roman folosit pentru desemnarea ținuturilor locuite de etrusci.
A fost creat prin Tratatul de Aranjuez, semnat pe 21 martie 1801. În contextul unei înțelegeri mai ample între Franța napoleoniană și Spania, bourbonii din Parma au fost recompensați pentru pierderea teritoriilor, care fuseseră ocupate de către trupele franceze încă din 1796: deoarece Ferdinand, duce de Parma a renunțat la ambițiile teritoriale, fiul său Ludovic a fost recompensat cu Regatul Etruriei, un nou regat creat din vechiul Mare Ducat al Toscanei. Pentru a le face loc bourbonilor, Marele duce al Toscanei din casa de Habsburg, Ferdinand al III-lea, a fost expulzat și mutat la conducerea teritoriilor secularizate ale arhiepiscopului de Salzburg.
Primul rege, Ludovic I, a murit de tânăr în 1803, fiul său Carol Ludovic succedându-i la tron sub numele de Ludovic al II-lea. Mama sa, Maria Luisa, regină a Etruriei, a fost numită regent.
În 1807, Napoleon a dizolvat din nou regatul și l-a integrat în Franța, transformându-l în trei departamente franceze.
Regelui și mamei sale le-a fost promis tronul unui nou Regat al Lusitaniei de Nord (în nordul Portugaliei), însă acest plan nu s-a materializat niciodată din cauza deteriorării relațiilor dintre Napoleon și bourbonii spanioli în 1808.
După căderea lui Napoleon în 1814, Toscana a fost restaurată marilor duci de Habsburg. În 1815, Ducatul de Lucca a fost desprins din Toscana ca o compesație temporară pentru bourbonii de Parma până în 1847, când și-au putu relua domnia asupra Parmei.